# Óscar Casas

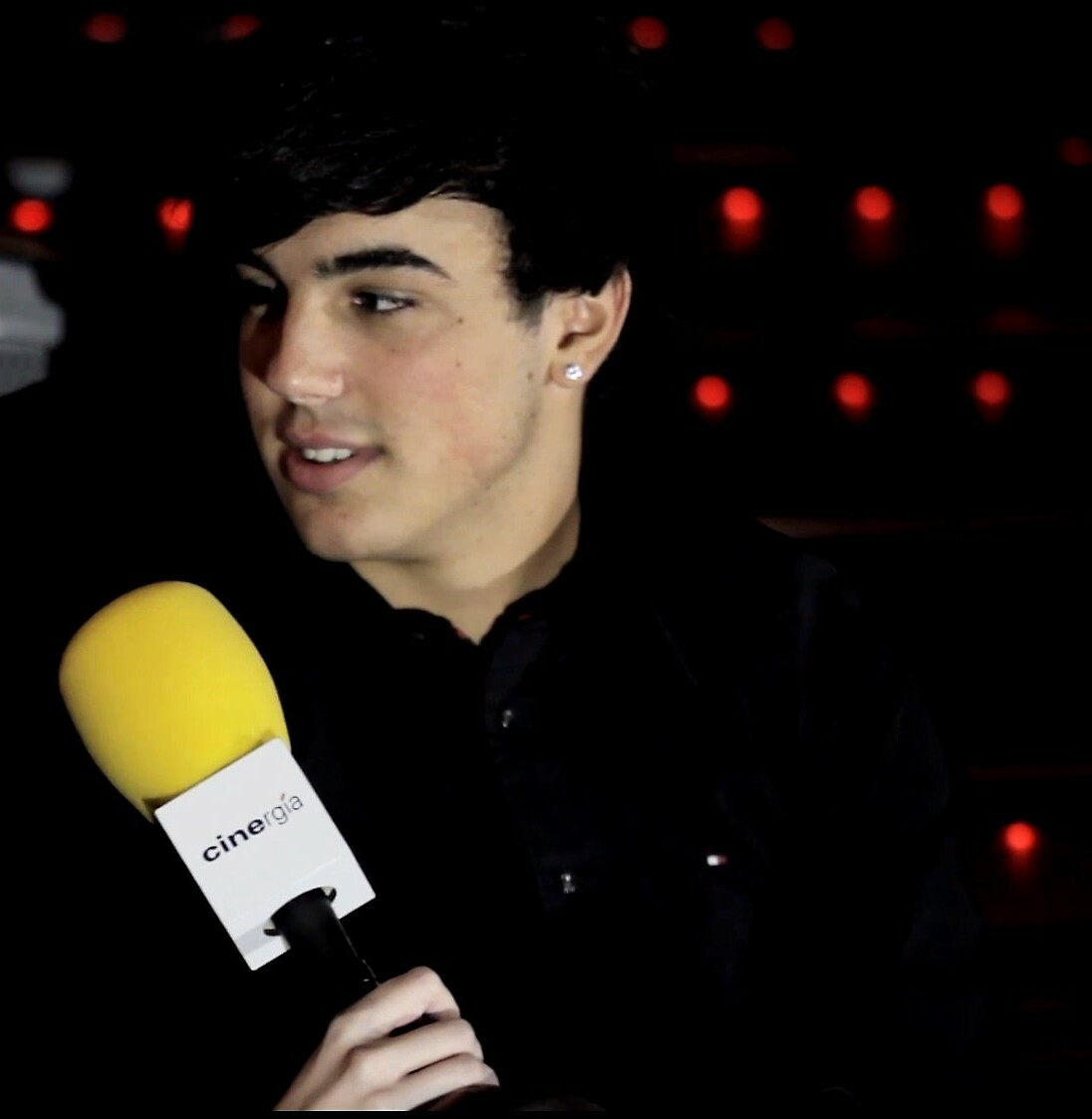
Óscar Casas

Óscar Casas Sierra (* 21. September 1998 in Barcelona) ist ein spanischer Schauspieler.

## Leben und Karriere
Casas wurde am 21. September 1998 in Barcelona geboren. Sein Bruder Mario Casas ist ebenfalls Schauspieler. Er debütierte 2005 in der Fernsehserie Abuela de verano. Anschließend spielte er 2006 in dem Film 53 días de invierno.  Seine erste Hauptrolle bekam er 2011 in El sueño de Iván. Seinen bekanntesten Rollen waren El orfanato, Águila Roja, Instinto und Xtremo.
Dezember 2024 wurde bekannt, dass Óscar Casas und die Sängerin Ana Mena ein Paar sind. Die beiden lernten sich während der Dreharbeiten zum Film Ídolos kennen.

## Filmografie
Filme
- 2006: 53 días de invierno
- 2007: Das Waisenhaus
- 2011: El sueño de Iván
- 2021: Xtremo
- 2022: HollyBlood
- 2023: Últimas voluntades
- 2023: Mi soledad tiene alas

Serien
- 2005: Abuela de verano
- 2006: Los Serrano
- 2009–2014: Águila Roja
- 2017: Si fueras tú
- 2018: Cuéntame cómo pasó
- 2019: Instinto
- 2020: Einmal Hexe…
- 2021: Jaguar

## Auszeichnungen

### Nominiert
- 2020: 7th Feroz Awards in der Kategorie „Bester Nebendarsteller in einer Fernsehserie“[6]